# Взрывная технология
Взрывная технология — контролируемое разрушение, перемещение, изменение структуры и формы естественных (горные породы, лед, древесина) или искусственных материалов (металлы, пластмассы, бетон и т. п.), которое осуществляется за счет энергии, выделяемой при взрыве промышленных взрывчатых веществ. Основными сферами, в которых используются взрывные технологии, являются горное дело и строительство, кроме них они также нашли применение в современной металлообработке для сварки, штамповки, резки, упрочнения и других операций с металлическими изделиями Помимо этого, некоторые взрывотехнические методы и средства находят применение при тушении лесных и торфяных пожаров, разбрасывания органических удобрений по сельскохозяйственным угодьям и производства некоторых химических соединений.